# Chris Carmack
James Christopher „Chris” Carmack (ur. 22 grudnia 1980 w Waszyngtonie) – amerykański aktor telewizyjny, występował w roli Luke’a Warda w serialu Życie na fali.

## Życiorys
Dorastał w Derwood i Rockville w stanie Maryland. Ma dwójkę rodzeństwa, brata i siostrę. Jako młody chłopak uprawiał sporty takie jak baseball, koszykówka, piłka nożna czy zapasy. Gdy uczęszczał do Magruder High School w Derwood, jego zainteresowaniem stał się teatr, zaczął grać na scenie i brał udział w wielu festiwalach.
Uczęszczał do Tisch School przy Uniwersytecie Nowojorskim, lecz porzucił studia na drugim roku. Został odkryty przez łowcę talentów i rozpoczął profesjonalną karierę modela. Pracował dla Lord & Taylor, Macy's, Target Corporation, Who A U, Elle, Nautica, Guess i CosmoGIRL!. Po gościnnym udziale w jednym z odcinków komediowej serii Powrót do klasy (Strangers with Candy, 2000).
W 2002 wystąpił w reklamie Kia. Po dwóch latach opuścił Nowy Jork i zdecydował się przenieść do Los Angeles. Stał się sławny dzięki roli Luke’a Warda w serialu Warner Bros. Życie na fali (The O.C., 2003–2004). Zadebiutował na kinowym ekranie w komedii Dziewczyny z drużyny 2 (Bring It On Again, 2004).
W 2005 wziął udział w kampanii reklamowej Abercrombie & Fitch. Zagrał potem w komedii Rozbitkowie (Lovewrecked, 2005) u boku Amandy Bynes i Jonathana Bennetta. Występował w teatrach w Nowym Jorku i Londynie w sztuce Tennessee Williamsa Lato i dym (Summer and Smoke). Od 16 marca do 21 maja 2006 w Laura Pels Theatre grał na scenie Off-Broadwayu w przedstawieniu Joego Ortona Zajmujący pan Sloane (Entertaining Mr. Sloane) u boku Aleca Baldwina.

## Filmografia

### Filmy
- 2004: Dziewczyny z drużyny 2 (Bring It On Again) jako Todd
- 2005: Rozbitkowie (Lovewrecked) jako Jason Masters
- 2005: Candy Paint jako piłkarz
- 2006: Całe szczęście (Just My Luck) jako David Pennington
- 2007: Dziewczyna przedmieścia (Suburban Girl) jako Jed
- 2008: H2O Extreme jako Austin
- 2009: Efekt motyla 3 (The Butterfly Effect 3: Revelations) jako Sam Reide
- 2009: Błękitna głębia 2: Rafa (Into the Blue 2: The Reef) jako Sebastian White
- 2010: Zabójczy miesiąc miodowy jako Trevor
- 2010: Zakochany wilczek (Alpha and Omega) jako Garth (głos)
- 2010: Randki na zlecenie jako Liam
- 2011: Noc rekinów 3D jako Dennis

### Filmy TV
- 2004: Ostatnia przejażdżka (The Last Ride) jako Matthew Rondell

### Seriale TV
- 2000: Powrót do klasy (Strangers with Candy) jako Laird
- 2000: Jezioro marzeń (Dawson's Creek)
- 2003–2004: Życie na fali (The O.C.) jako Luke Ward
- 2005: Tajemnice Smallville (Smallville) jako Geoff Johns
- 2005: Wyspa dziewczyn (Beach Girls) jako Cooper Morgenthal
- 2005: Jake in Progress jako Jared Rush
- 2005–2006: Related jako Alex
- 2007: CSI: Kryminalne zagadki Miami jako Cole Telford
- 2008: Gotowe na wszystko (Desperate Housewives) jako Tim Bremmer
- 2013–2018: Nashville jako Will Lexington
- 2018–: Grey’s Anatomy: Chirurdzy jako dr Atticus „Link” Lincoln